# جائزة كيبيك الكبرى للدراجات 2010
جائزة كيبيك الكبرى للدراجات 2010 أحد سباقات طواف العالم للدراجات 2010 أقيم بتاريخ 10 سبتمبر ، تكون السباق من مرحلة واحدة وامتدّ لمسافة 189 كم بسرعة 41.171 كم/س، استغرق السباق 4 ساعة 35 دقيقة 26 ثانية. فاز به الفرنسي توماس فوكلر وحلّ ثانيا النرويجي إيدفالد بواسون هاغن بينما حصل على المركز الثالث الهولندي روبرت جاسنك.

## الترتيب
| م                     | الدرّاج              | البلد   | الزمن                    |
| --------------------- | ------------------- | ------- | ------------------------ |
| الفائز بالترتيب العام | توماس فوكلر         | فرنسا   | 4 ساعة 35 دقيقة 26 ثانية |
| الثاني                | إيدفالد بواسون هاغن | النرويج |                          |
| الثالث                | روبرت جاسنك         | هولندا  |                          |